# Юрчик, Юрий Юрьевич
Ю́рий Ю́рьевич Ю́рчик (укр. Юрій Юрійович Юрчик; род. 19 января 1970, Каменец-Подольский) — украинский религиозный деятель, в 1999—2008 годы — архиепископ Донецкий и Мариупольский УПЦ КП. С 2009 года — священник УГКЦ.

## Биография
Родился 19 января 1970 года в городе Каменец-Подольском Хмельницкой области. Среднее образование получил в городе Донецке. В 1988—1990 годы был пономарём и иподиаконом в Николаевском кафедральном соборе Донецка (РПЦ). С 1990 года псаломщик Крестовоздывженской церкви города Горняк Донецкой области.
26 января 1991 года рукоположён в Свято-Петропавловском кафедральном соборе города Луганска епископом Донецким и Луганским Иоанникием (Кобзевым) в сан диакона, а 27 января того же года — в священника. В 1991—1993 годы нёс пастырское служение на приходах Донецкой епархии.
В 1992 году покидает Украинскую православную церковь (Московского Патриархата) и переходит в непризнанный Киевский патриархат.
В сентябре 1993 году назначен настоятелем Спасо-Преображенского прихода в Донецке и благочинным Первого донецкого округа. С 1994 по 1996 годы был секретарём Донецко-Луганского епархиального управления. В 1994 году окончил Киевскую духовную семинарию УПЦ КП.
В сентябре 1996 года пострижен в монашество с именем Юрий (Георгий) в честь святого великомученика Георгия Победоносца (в современной украиноязычной традиции он именуется Юрій Переможець). 4 декабря 1996 года возведён в сан архимандрита.
14 мая 1999 года во Владимирском кафедральном соборе города Киева хиротонисан во епископа Донецкого и Луганского. 20 декабря того же года была создана самостоятельная Луганская епархия, в связи с чем его титул был изменён на «Донецкий и Мариупольский». При этом временное управление Луганской епархией было сохранено за Юрием Юрчиком.
24 октября 2002 года в США состоялся чин присоединения Юрий Юрчика в сущем сане к «Конгрегации Непорочной Царицы Девы Марии», маргинальному объединению католиков-традиционалистов. Его принимал епископ-традиционалист Марк Пиварунас, который сообщил, что этому предшествовало восьмимесячное «осторожное исследование, исповедует ли епископ Юрчик Католическую веру, особенно в тех вопросах, которые были отклонены схизматической православной церковью, а именно: Папство, главенство юрисдикции Римского Папы, Папской непогрешимости, „Филиокве“ (исхождение Святого Духа и от Отца и Сына), пресуществление хлеба и вина в Святой Мессе в Тело и Кровь Христа (не Эпиклесис — призывание Святого Духа); также учение о чистилище и непорочном зачатии Преблагословенной Девы». Данное исследование было проведено священником Евгением Рислингом, считавшимся экспертом по вопросам, относящимся к церковной жизни на территории бывшего СССР, и заверившим епископа Пиварунаса, не имевшего возможности общаться лично с еп. Юрчиком (так как еп. Юрчик не владел английским, а еп. Пиварунас русским языком), в абсолютной искренности намерений еп. Юрчика, чему гарантией может быть богатый пастырский опыт о. Евгения Рислинга и его умение разбираться в людях. Юрчик на коленях читал «Исповедание веры», получил разрешение от «ереси» и «был восстановлен в общении» Католической церковью. Отречение от Православия было скреплено подписями Юрия Юрчика и Марка Пиварунаса. На следующий день, 25 октября, Юрчик совершил свою первую мессу как католический епископ украинского обряда. На общественном приёме 26 октября, епископ Пиварунас объяснил, почему он решил принять православного епископа Юрчика в Католическую Церковь, а епископ Юрчик, говоря через переводчика, «выразил свою благодарность по случаю того, что его приняли в истинную Церковь Христа». При этом, как сообщили из США, Юрий Юрчик попросил для своей церкви 40 000 долларов США.
После присоединения к католикам-традициналистам вернулся в Донецк и продолжил управлять Донецко-Луганской епархией Киевского Патриархата. На состоявшемся 19 ноября того же года заседании Священного синода УПЦ КП заявил, что сообщение о его отречении от православной веры и переходе в католичество — «клевета и провокация» Московского Патриархата, который так реагирует «на всё более возрастающую роль Киевского патриархата в Донбассе под моим руководством». Разоблачение Юрчика, по словам последнего, является попыткой «отвлечь верующих от всё более возрастающего кризиса в УПЦ Московского Патриархата». Он также заверил Филарета (Денисенко) в своей верности ему.
Не понёс за данное деяние никакой ответственности. Напротив, 23 января 2004 года был награждён Орденом святого равноапостольного князя Владимира Великого III степени, а 22 октября 2005 года был награждён саном архиепископа.
18 июня 2006 года подписал с неопятидесятнической организацией «Новое Поколение» соглашение о сотрудничестве «во всех направлениях деятельности, совместных молитвах и богослужениях, признавая друг друга равными партнёрами; объединении деятельности, направленной на утверждение принципов Царства Божьего на земле». В тексте соглашения говорилось о том, что «это удар по всем факторам, разделяющим христианскую Церковь на конфессии, течения и деноминации, это важный шаг к объединению христиан, исповедующих веру в Единого Господа Иисуса Христа».
В 2007 году он начал открыто обвинять Филарета (Денисенко) в саботировании диалога с Московским Патриархатом и начал угрожать переходом своей епархии в Украинскую православную церковь Московского Патриархата.
9 сентября 2008 года, подписавшись «митрополитом Донецким и Мариупольским», Юрчик отправил письмо католикосу-патриарху Ассирийской церкви Востока Мар Дынхе IV с просьбой принять его в сущем сане в клир Ассирийской церкви Востока. Однако патриарх Мар Дынха IV переслал его письмо в канцелярию Киевской патриархии, удостоверился в его реальном статусе и репутации, и отказал в его прошении.
25 ноября 2008 года как «митрополит Донецкий и Мариупольский» от имени всей епархии написал письмо «собору епископов УПЦ КП», в котором он требовал уже суда и извержения из сана Филарета (Денисенко). В заявлении Донецкой епархии УПЦ КП, в частности, отмечалось, что «личность владыки Филарета является главным препятствием на пути нашей церкви к диалогу с УПЦ и УАПЦ, а в итоге со всем Православным Миром». 26 ноября 2008 года решением «Священного синода Киевского патриархата» «митрополит» Юрчик был запрещён в священнослужении и исключён из УПЦ КП. Новый глава Донецко-Мариупольской епархии «Киевского патриархата» Сергий (Горобцов) заявил, что из 100 приходов епархии, в которых служат около 70 священников, за Юрчиком последовали «два-три священника и несколько приходов в Донецке». «97% приходов и священнослужителей области остались преданными его святейшеству Филарету». 23 декабря того же года Юрий Юрчик заявил в интервью КоммерсантЪ-Украина, что находится «в состоянии официального диалога» с Украинской православной церковью Московского патриархата (УПЦ МП) о переподчинении некоторых приходов Киевского патриархата Московскому патриархату. В январе 2009 года архимандрит Кирилл (Говорун) отмечал: «вопрос окончательно пока не решён, поскольку необходимо выработать общую каноническую парадигму возвращения из раскола больших и организованных групп. Иными словами, необходимо создание практических механизмов восстановления церковного единства. Именно над этим мы сейчас работаем. Параллельно с этим мы считаем необходимым развивать диалог и поддерживать отношения с представителями раскольнических групп»
В 2009 году перешёл в УГКЦ, куда был принят как священник, а не как епископ. Был зачислен в клир Донецко-Харьковского экзархата УГКЦ. В этом качестве Создал «Священное братство святого Климента Римского» в составе трёх иереев — его самого, Тихона Кульбаки и Владимира Меметова.
В сентябре 2014 году он покинул охваченный боями Донецк и переехал в Запорожье. Он стал резидентом при конкафедральном римско-католическом приходе Бога — Милосердного Отца. После переезда в Запорожье он рассказал, что «Мой приход Преображения Господня тоже был обстрелян, и многие прихожане уехали. Недавно снаряд ударил так близко, что во время Литургии с алтаря упала большая икона. В последнее время неуклонно уменьшалось число людей, приходящих в церковь. Если когда-то в воскресной литургии участвовало до ста человек, то сейчас их приходило всего несколько. Летом сепаратисты похитили 3 греко-католических священнослужителя, которым после освобождения сообщили, что они должны покинуть Донбасс. <…> В последние дни сами прихожане просили меня <…> уехать, так как опасались за мою безопасность. Посоветовавшись со своим епископом, я решил уехать».
В ноябре 2014 года основал греко-католический приход в городе Дубай. Кроме того, до 2017 года он также окормлял униатов в Объединённых Арабских Эмиратах, Йемене и Омане. Проживал в Дубае, где, будучи биритуалистом, осуществлял пастырскую опеку над украинской, польской и словацкой диаспорами. По его признанию: «на тот момент, когда я прибыл в ОАЭ, община украинцев в целом не была организованной. Поэтому нужно было всё начинать с нуля. Но украинцы объединялись на идее помощи Украине во время войны; они начали приглашать воинов на реабилитацию, собирали помощь. Таким образом наша община в ОАЭ возле церкви сплотилась. Потом возникла идея нам там легализоваться. На это ушло три года. <…> За эти три года нам удалось открыть там нашу общину в католическом костёле. Также мы открыли украинскую школу. Мне недавно пришло электронное письмо, в котором говорилось о том, что нам разрешили открытие в ОАЭ Ukrainian Social Club. Об этом я мечтал с самого начала». По возвращении на Украину стал администратором греко-католического прихода и директором Каритаса в Северодонецке.